# Survival Story
Survival Story è il secondo album in studio del gruppo musicale statunitense Flobots, pubblicato nel 2010.

## Tracce
1. Cracks in the Surface – 2:55
2. The Effect – 4:27
3. Defend Atlantis – 5:03
4. If I – 3:43
5. White Flag Warrior (feat. Tim McIlrath) – 3:41
6. By the Time You Get This Message... – 5:37
7. Airplane Mode – 5:43
8. Whip$ and Chain$ – 3:56
9. Good Soldier – 4:06
10. Superhero – 3:22
11. Infatuation (feat. Matt Morris) – 4:26
12. Panacea for the Poison – 4:05